# Mirko Novosel
Mirko Novosel (Zagabria, 30 giugno 1938 – Zagabria, 20 luglio 2023) è stato un allenatore di pallacanestro jugoslavo (dal 1992 croato), membro del Naismith Memorial Basketball Hall of Fame dal 2007.

## Biografia
Da direttore tecnico ha vinto il torneo cestistico delle Olimpiadi 1980, mentre come capo allenatore ha ottenuto un argento nel 1976 e un bronzo nel 1984. Ha inoltre conquistato due Europei (più uno juniores), due Coppe dei Campioni, due Coppe delle Coppe, due campionati jugoslavi e sette Coppe di Jugoslavia.
In Serie A1, ha allenato il Napoli Basket.

## Palmarès
- Torneo olimpico: 1

Nazionale jugoslavia: 1980
- Europeo: 2

Nazionale jugoslavia: 1973, 1975
- Coppa dei Campioni: 1

Cibona Zagabria: 1984-85
- Coppa delle Coppe: 2

Cibona Zagabria: 1981-82, 1986-87
- YUBA liga: 2

Cibona Zagabria: 1981-82, 1983-84
- Coppa di Jugoslavia: 8

Lokomotiva Zagabria: 1969
Cibona Zagabria: 1980, 1981, 1982, 1983, 1985, 1986, 1988